# Luribay
Luribay est une localité du département de La Paz en Bolivie et le chef-lieu de la province de José Ramón Loayza. Sa population s'élevait à 434 habitants en 2001.